# لانس بلانكنشيب
لانس بلانكنشيب (بالإنجليزية: Lance Blankenship)‏ هو لاعب كرة قاعدة أمريكي، ولد في 6 ديسمبر 1963 في بورتلاند في الولايات المتحدة.

## وصلات خارجية
- لانس بلانكنشيب على موقعبيزبول رفرنس.كوم (الدوري الرئيسي) (الإنجليزية)